# Prix Blumenthal
Pour les articles homonymes, voir Blumenthal.
Ne pas confondre avec Prix Blumenthal (mathématiques).
Le prix Blumenthal est un prix décerné de 1919 à 1959 à des peintres, sculpteurs, décorateurs, graveurs, écrivains et musiciens par la fondation franco-américaine Florence Blumenthal, une organisation philanthropique créée par Florence Meyer Blumenthal (1875–1930).

## Liste des lauréats
- 1919 : Jacques Rivière (1886-1925), écrivain, éditeur, administrateur puis directeur de la Nouvelle Revue française . La correspondance de Marcel Proust contient de nombreuses lettres exposant comment l'auteur de À la recherche du temps perdu, membre du jury de ce prix comme Henri Bergson, André Gide et Henri de Régnier, notamment, est intervenu pour faire obtenir ce prix[1] ;
- 1921 : Georges Migot (1891-1976), compositeur, peintre, graveur ;
- 1921 : Benjamin Crémieux (1888-1944),critique littéraire, romancier, collaborateur à la Nouvelle Revue française et |traducteur de Pirandello ; Marcel  Proust est également intervenu pour l'obtention de ce prix .
- 1921 : René Buthaud (1886-1986), céramiste, peintre, graveur[2] ;
- 1922 : Maurice Genevoix (1890-1980), écrivain[3] ;
- 1922 : Roger Désormière (1898-1963), chef d'orchestre ;
- 1922 : Joseph Inguimberty (1896-1971), peintre ;
- 1923 : Paul Charlemagne (1892-1972), peintre[4]
- 1923 : Jean Adnet (1900–1995), peintre[5] ;
- 1924 : Maurice Brianchon (1899-1979), peintre[6],[7] ;
- 1924 : Marcel Gimond (1894-1961), sculpteur ;
- 1925 : Denys de Solere (1931), peintre[8].
- 1926 : Paul Belmondo (1898-1982), sculpteur ;
- 1926 : Maximilien Vox (1894-1974),journaliste, typographe, éditeur;
- 1926 : Pierre Traverse (1892-1979), sculpteur ;
- 1926 : Paule Marrot, (1902-1987) artiste peintre[9] ;
- 1926 : Robert Siohan (1894-1985), chef d'orchestre, compositeur ;
- 1926 : Robert Louis Antral (1895-1939), peintre, graveur, lithographe ;
- 1927 : Jacques Adnet (1900-1984), architecte, décorateur, designer ;
- 1928 : Robert Cami (1900-1975), graveur[10] ;
- 1928 : Émile Bouneau (1902-1970), peintre ;
- 1928 : Louis Guilloux (1899-1980), écrivain ;
- 1928 : Manuel Rosenthal (1904-2003), compositeur, chef d'orchestre ;
- 1929 : Jacques Denier (1894-1983), peintre ;
- 1930 : Maurice Georges Poncelet (1897-1978), peintre ; Robert Couturier (1905-2008) et René Collamarini (1904-1983), sculpteurs[11] ;
- 1930 : André Jacquemin (1904-1992), peintre, graveur ;
- 1930 : Paul Pouchol (1904-1963), peintre, sculpteur, céramiste[12] ;
- 1930 : Manon Thiébaut (1900-1933), artiste peintre[13] ;
- 1932 : Raymond Martin (sculpteur) (1910-1992), sculpteur ;
- 1932 : Eugène Dabit (1898-1936), écrivain[14] ;
- 1932 : Louis Neillot (1898-1973), peintre ;
- 1932 : Suzanne Tourte (née en 1904), artiste peintre ;
- 1934 : Jean Oberlé (1900-1961), peintre ;
- 1934 : Christian Caillard (1899-1985 ), peintre ;
- 1934 : Jacques Derrey, graveur ;
- 1934 : Pierre-Octave Ferroud (1900-1936), compositeur[15] ;
- 1934 : Henri Mahé (1907-1975), peintre[16] ;
- 1935 : André Arbus (1903-1969), architecte, décorateur, sculpteur[17] ;
- 1936 : Germaine Richier (1902-1959), sculptrice ;
- 1936 : Gabriel-Sébastien Simonet (1909-1990), sculpteur ;
- 1938 : Pierre Capdevielle (1906-1969), chef d'orchestre ;
- 1938 : Jean Bazaine (1904-2001), peintre[18] ;
- 1939 : Étienne-Henri Martin (1905-1998), architecte ;
- 1941 : Jean Follain (1903-1971), écrivain, poète ;
- 1946 : Jean Carton (1912-1988), peintre, sculpteur ;
- 1946 : Guy Montis (1918-1976), peintre[19] ;
- 1946 : Boris Taslitzky (1911-2005), peintre ;
- 1947 : Jean Delpech (1916-1988), graveur, médailleur, peintre, illustrateur ;
- 1948 : Jean Amblard, peintre ;
- 1948 : Pierre Roulot, décorateur ;
- 1948 : Auguste-Jean Gaudin (1914-1992), peintre, graveur[20] ;
- 1950 : Bernard Cathelin (1919-2004), peintre[21] ;
- 1952 : André Brasilier (1929), peintre ; Jacques Reverchon, graveur, Claude Mary, sculpteur
- 1952 : Jacques Reverchon (1927-1968), graveur, peintre ;
- 1954 : Maurice Legendre (1878-1955), historien ;
- 1954 : Gérard Blanchard (1927-1998), graveur, typographe ;
- 1955 : Paul Coupille (né en 1928), peintre ;
- 1959 : Jean-Claude Bertrand (1928-1987), peintre[22].

Date inconnue
- Ida Gotkovsky (née en 1933), compositrice, pianiste ;
- Anne Willette (1917-1983), peintre ;
- Marcel Aymé (1902-1967), écrivain[3] ;
- André Chamson (1900-1983), archiviste, romancier, essayiste[3] ;
- Girard-Mond (1892-1980), peintre, graveur, illustrateur[23]